# Colibrí presumit de Guerrero
El colibrí presumit de Guerrero (Lophornis brachylophus) és una espècie d'ocell de la família dels troquílids (Trochilidae) que habita els boscos subtropicals de l'estat de Guerrero, al sud-oest de Mèxic.